# Madone de Trapani
La statue dite « Madone de Trapani », en italien « Madonna di Trapani », est une statue de Marie attribuée au sculpteur médiéval italien Nino Pisano.
Elle est située dans une chapelle de la basilique de la Sainte-Annonciation-de-Marie (it) à Trapani, à l'extrême ouest de la Sicile.

## Histoire

### Historiographie
Le récit de l'origine de la statue est très mal connu. En effet, lors d'une grave épidémie au milieu du XVe siècle, le couvent carmélitain dans lequel la statue est placée accueille des pestiférés. Par peur de la contamination, tous le mobilier, mais aussi les livres et écrits du couvent, sont ensuite brûlés, anéantissant les archives antérieures.

### Tradition
Selon certains récits, la statue viendrait originellement de Jérusalem, d'où les Templiers l'auraient exfiltrée en 1187 lors du siège établi par Saladin. D'autres évoquent une origine chypriote, et une date postérieure d'un siècle, en 1291.
Les différentes traditions s'accordent pour dire qu'un navire croisant devant la côte sicilienne y aurait fait naufrage, perdant au passage la statue. Celle-ci aurait été transportée par un ange jusqu'au port de Trapani,.
Par la suite, les propriétaires de la statue auraient souhaité l'emmener en un autre lieu, peut-être Pise, mais l'objet aurait été indéplaçable, jusqu'à ce que les pêcheurs proposent de la mettre sur un simple chariot tiré par des bœufs, qui se serait ensuite arrêté devant le couvent carmélitain,.

### Faits connus
En tout état de cause, la présence de statue est attestée dans la basilique en 1345, et à nouveau en 1428. Son origine la plus probable est une commande passée par un mécène pisan à Nino Pisano, afin d'être placée ensuite en Sicile, probablement dans une possession du mécène. La basilique elle-même étant datée de 1342, la statue est sans doute arrivée à cette date à son emplacement.
Le 23 février 1669, les frères carmes, poussés par la population de la ville qui affirme avoir bénéficié de nombreux miracles par l'intercession de la Vierge, demandent au Saint-Siège l'autorisation de couronner la statue. Cette autorisation leur est donnée dans les années 1730. La couronne est commandée le 22 avril 1733 à l'orfèvre romain Giacomo Gardini. Le couronnement est initialement prévu pour le 15 août 1733 mais différents retards affectent le calendrier, et le couronnement est finalement repoussé au 14 mars 1734. Quelques décennies plus tard, le 26 février 1790, la Madone de Trapani est nommée patronne de la ville.

## Description
La statue est sculptée dans un bloc de marbre de Paros. Elle est haute d'environ 1,65 mètre. La finesse du détail est remarquable pour l'époque. La Vierge est représentée debout : de son bras gauche, elle tient l'enfant Jésus, et lui tend la main droite. La tête légèrement inclinée, elle ne regarde pas Jésus, mais le spectateur. Elle porte une tunique et un large manteau replié, ainsi qu'un voile sur la tête.